# Dörte Lindner
Dörte Lindner (* 22. März 1974 in Rostock) ist eine ehemalige deutsche Wasserspringerin, die 2000 Olympiadritte im Kunstspringen wurde.
Dörte Lindner lernte das Wasserspringen noch in der DDR beim SC Empor Rostock, 1989 siegte sie bei der Junioreneuropameisterschaft vom Turm. 1990 gewann Dörte Lindner vom 1-Meter-Brett ihren ersten Deutschen Meistertitel. 1991 siegte sie bei der Juniorenweltmeisterschaft vom 1-Meter-Brett und vom 3-Meter-Brett. Bei der Weltmeisterschaft 1991 in der Erwachsenenklasse belegte sie vom 1-Meter-Brett den neunten Rang. 1995 siegte sie bei der Universiade vom 1-Meter-Brett, bei der Europameisterschaft gewann sie vom 1-Meter-Brett die Silbermedaille hinter der Russin Wera Iljina. 1997 gewann sie den Deutschen Meistertitel vom 3-Meter-Brett, 1998 vom 1-Meter-Brett. Ebenfalls 1998 siegte sie beim Grand-Prix-Finale vom 3-Meter-Brett. Nach ihrem Meistertitel 2000 vom 3-Meter-Brett gewann sie bei der Europameisterschaft Silber hinter Julija Pachalina. Im Synchronspringen vom 3-Meter-Brett siegten Iljina und Pachalina vor Conny Schmalfuß und Dörte Lindner. Bei den Olympischen Spielen 2000 in Sydney trat Dörte Lindner zweimal an. Zusammen mit Conny Schmalfuß belegte sie den siebten Platz im Synchronspringen, im Einzelwettbewerb erreichte sie den dritten Platz hinter den Chinesinnen Fu Mingxia und Guo Jingjing. Für diesen Erfolg wurde sie vom Bundespräsidenten mit dem Silbernen Lorbeerblatt ausgezeichnet.